# I Want to Know What Love Is
Pour les articles homonymes, voir What Love Is.
Singles de Foreigner
That Was Yesterday
Clip vidéo
[vidéo] « Foreigner - I Want To Know What Love Is », sur YouTube
[vidéo] « Amber Riley - I Want To Know What Love Is », sur YouTube
I Want to Know What Love Is (Je veux savoir ce qu'est l'amour, en anglais) est un slow rock du  groupe anglo-américain Foreigner, single extrait de leur album Agent Provocateur de 1984,. Vendue à près de 4 millions d'exemplaires, classée en particulier aux premières places des ventes britannique et américaine, cette chanson est un des plus importants succès internationaux emblématiques de leur carrière, et de la période new wave des années 1980.

## Histoire
Cette chanson est écrite et composée par Mick Jones (musicien de Foreigner) (avec l'intervention de Lou Gramm) sur le thème d'une « quête de sentiments amoureux ». « Je veux savoir ce qu'est l'amour, je veux que tu me le montres, je veux ressentir ce qu'est l'amour, je sais que tu peux me le montrer, je veux ressentir ce qu'est l'amour, je sais que tu peux me le montrer, parlons d'amour, l'amour que tu ressens à l'intérieur... ». 
Elle est produite par Mick Jones et Alex Sadkin (en), enregistrée au studio The Hit Factory de New York, et interprétée par Lou Gramm et par le groupe Foreigner, avec les chœurs de la chorale New Jersey Mass Choir du Gospel Music Workshop of America (en), accompagnée de la chanteuse afro-américaine Jennifer Holliday et de Tom Bailey (en) du groupe new wave britannique les Thompson Twins (le groupe et la chorale complète apparaissent à la fin du clip réalisé par Brian Gibson).
Cette chanson est le premier single sorti de l'album Agent Provocateur de 1984. Tube de l'été 1985, le single fait son entrée dans le top 100 du billboard américain à la quarante-cinquième place et devient numéro un des ventes huit semaines plus tard. L'album est classé en particulier 1er au UK Albums Chart, et 4e au Billboard 200 américain.

## Clip
Le clip est réalisé par Brian Gibson, et tourné dans les rues de Manhattan et au studio d'enregistrement The Hit Factory de New york, avec les membres du groupe Foreigner et l'ensemble de la chorale de l'enregistrement. 

## Nominations et récompenses
- 1986 : nomination au Grammy Award de la chanson de l'année
- 2004 : 476e du classement Les 500 plus grandes chansons de tous les temps selon Rolling Stone

## Au cinéma
Ce titre est repris pour des musiques de films, dont entre autres : 
- 1998 : Fucking Åmål, de Lukas Moodysson
- 2001 : Shopping de nuit, de Saul Metzstein
- 2005 : Horloge biologique, de Ricardo Trogi
- 2009 : Alvin et les Chipmunks 2, de Betty Thomas
- 2010 : La Machine à démonter le temps, de Steve Pink
- 2012 : Rock Forever, d'Adam Shankman, interprétée par Tom Cruise et Julianne Hough[13]
- 2016 : Bad Moms, de Jon Lucas
- 2017 : Hitman and Bodyguard, de Patrick Hughes
- 2019 : Good Boys, de Gene Stupnitsky

## Télévision
- 1992 : Code Quantum : saison 4 épisode 13 meurtre à chinatown
- 2007 : Cold Case : Affaires classées : Saison 4 - Episode 17 Talents Fraternels
- 2013 : Glee (série télévisée), saison 5, interprétée par Amber Riley[14]

## Publicité
Ce titre est repris dans les publicités de KFC et Miko Cornetto.

## Classements

### Classements hebdomadaires, annuels et certifications
| Années    | Charts                                    | Meilleure position |
| --------- | ----------------------------------------- | ------------------ |
| 1984-1985 | Afrique du Sud (Springbok Radio)          | 2                  |
| 1984-1985 | Allemagne (Media Control AG)              | 3                  |
| 1984-1985 | Australie (Kent Music Report)             | 1                  |
| 1984-1985 | Autriche (Ö3 Austria Top 40)              | 7                  |
| 1984-1985 | Belgique (Flandre Ultratop 50 Singles)    | 6                  |
| 1984-1985 | Belgique (Flandre VRT Top 30)             | 7                  |
| 1984-1985 | Canada (100 Singles)                      | 1                  |
| 1984-1985 | Canada (Adult Contemporary)               | 9                  |
| 1984-1985 | Canada (CHUM)                             | 1                  |
| 1984-1985 | Espagne (AFYVE)                           | 8                  |
| 1984-1985 | États-Unis (Adult Contemporary)           | 3                  |
| 1984-1985 | États-Unis (Billboard Hot 100)            | 1                  |
| 1984-1985 | États-Unis (Cash Box)                     | 1                  |
| 1984-1985 | États-Unis (Hot Mainstream Rock Tracks)   | 1                  |
| 1984-1985 | États-Unis (Hot R&B/Hip-Hop Singles)      | 85                 |
| 1984-1985 | France (SNEP)                             | 18                 |
| 1984-1985 | Irlande (IRMA)                            | 1                  |
| 1984-1985 | Italie (FIMI)                             | 25                 |
| 1984-1985 | Norvège (VG-lista)                        | 1                  |
| 1984-1985 | Nouvelle-Zélande (RMNZ)                   | 1                  |
| 1984-1985 | Pays-Bas (Nederlandse Top 40)             | 6                  |
| 1984-1985 | Pays-Bas (Single Top 100)                 | 5                  |
| 1984-1985 | Pologne (Classements Singles)             | 1                  |
| 1984-1985 | Royaume-Uni (UK Singles Chart)            | 1                  |
| 1984-1985 | Suède (Sverigetopplistan)                 | 1                  |
| 1984-1985 | Suisse (Schweizer Hitparade)              | 2                  |
| 2008      | Suisse (Schweizer Hitparade)              | 47                 |
| 2011      | France (SNEP)                             | 86                 |
| 2012      | France (SNEP)                             | 170                |
| 2013      | Belgique (Flandre Back Catalogue Singles) | 2                  |
| 2013      | France (SNEP)                             | 165                |

| Classement (1985)                | Position |
| -------------------------------- | -------- |
| Afrique du Sud (Springbok Radio) | 12       |
| Australie (Kent Music Report)    | 5        |
| Autriche (Ö3 Austria Top 40)     | 22       |
| Belgique (Flandre Ultratop 50)   | 30       |
| Canada (Top 100 Singles)         | 3        |
| États-Unis (Billboard Hot 100)   | 4        |
| États-Unis (Cash Box)            | 8        |
| Pays-Bas (Nederlandse Top 40)    | 24       |
| Pays-Bas (Single Top 100)        | 36       |
| Pologne (Classements Singles)    | 4        |
| Suisse (Schweizer Hitparade)     | 12       |

| Pays              | Certification | Date             | Ventes certifiées |
| ----------------- | ------------- | ---------------- | ----------------- |
| États-Unis (RIAA) | Platine       | 20 mars 2012     | 1 000 000         |
| Royaume-Uni (BPI) | Or            | 1er janvier 1985 | 400 000           |

## Reprises et adaptations
Ce titre est repris par de nombreux interprètes, dont :
- 1985 : Diana Ross, au concert « Motown Returns to the Apollo » du Apollo Theater de New York[57]
- 1985 : Michaël Raitner (adaptation en français, sous le titre Sa voix qui me rappelle)
- 1987 : The Shadows
- 1992 : Shirley Bassey
- 1992 : Vicky Leandros
- 1993 : Wink (en japonais, sous le titre Mikazuki no Yoru no Kotoritachi sur l'album Brunch)
- 1994 : Richard Clayderman
- 1998 : Tina Arena
- 2003 : Wynonna Judd
- 2006 : Ann Peebles
- 2007 : Julio Iglesias
- 2008 : Les Enfoirés, album Les Secrets des Enfoirés, avec Tina Arena, Céline Dion, David Hallyday et Lââm
- 2009 : Mariah Carey
- 2009 : Leela James
- 2012 : Tom Cruise et Malin Åkerman
- 2016 : Amason (en)
- 2016 : Kenny Chesnay
- 2021 : Ed Sheeran & Louane James Blunt & Birdy dans NRJ Music Awards 2021 (live version)